# Sultan bin Salman
Sultan bin Salman punim imenom: Sultan bin Salman bin Abdulaziz Al-Saud (Rijad, 27. lipnja 1956.) - astronaut NASE, unuk kralja Saudijske Arabije - Ibn Sauda. On je prvi pripadnik neke kraljevske obitelji te prvi Arapin i prvi musliman, koji je letio u svemir. 
Diplomirao je na američkom Sveučilištu u Denveru iz masovnih komunikacija, a doktorirao na Sveučilištu u Syracusi 1999. godine iz područja društvenih i političkih znanosti. Sudjelovao je kao tehničko osoblje u ekipi Saudijske Arabije na Olimpijskim igrama u Los Anglesu 1984. godine.
Sultan bin Salman je civilni pilot i vojni pilot. U lipnju 1985. bio je član međunarodne svemirske posade STS-51-G Discovery od sedam članova (Amerikanci i Francuzi osim njega). Predstavljao je Udrugu arapske satelitske komunikacije (ARABSAT) i pomagao, da se lansira u orbitu prvi arapski satelit Arabsat-1B. S 28 godina, najmlađa je osoba, koja je letjela u Space Shuttleu.